# Laguna Superior
Koordinaten: 16° 20′ N, 94° 54′ W
Die Laguna Superior ist die größte von fünf miteinander verbundenen Lagunen auf der Pazifik-Seite des Isthmus von Tehuantepec im Südosten des Bundesstaates Oaxaca in Mexiko.
Nördlich der maximal 60 km langen und 22 km breiten Lagune liegt eine Lücke der Sierra Madre del Sur, durch die oft starke seewärts gerichtete Winde wehen. Vom Pazifik und dem Golf von Tehuantepec ist sie von zwei kleineren Lagunen getrennt, dem Mar Tileme im Süden und der Laguna Inferior im Osten, und durch die zwei parallelen Nehrungen des Mar Tileme. Ein im Flachen ausgedehnter Bestand von Foraminiferen ist genauso ein Zeichen für fehlenden Wasseraustausch wie fehlende Gezeiten und Marschland. Es gibt im Norden und Osten mehrere Inseln. An einigen Stellen wird Salz gewonnen. Im Westen mündet der Namensgeber des Isthmus, der Río Tehuantepec. Größere Städte sind San Mateo del Mar im Süden, San Dionisio del Mar im Osten, durch dessen in der Nähe gelegene Bocabarra, mit Leuchtturm, die Entwässerung in die Laguna Inferior erfolgt, und Juchitán de Zaragoza, Santo Domingo de Tehuantepec und Salina Cruz mit seinem  Seehafen im Nordwesten. 